# Нерехта (город)
Не́рехта — город (с 1778 года) в Костромской области России, административный центр Нерехтского района.
Город областного значения, входящий в состав района.
Образует одноимённое муниципальное образование город Нерехта со статусом городского поселения как единственный населённый пункт в его составе.
Город расположен на реке Нерехте (приток Солоницы), в 43 км к юго-западу от областного центра города Костромы.
Население — 19 977 чел. (2021).
Входил в Перечень исторических городов России 2002 года, в Списке 2010 года отсутствует. В ноябре 2019 года включён в перечень исторических поселений регионального значения, утверждённый Костромской областной думой.

## Этимология
Высказывались мнения, что в переводе с языка древнего населения этих мест, мерян, Нерехта означает «река большого озера» (*(i)ne-(j)еr-еxta). По мнению же А. К. Матвеева, в бассейнах всех рек с таким названием нет не только больших, но и малых озёр, поэтому такая реконструкция не соответствует реалиям, а наиболее вероятное значение исходного мерянского корня — «мыс» (ср. луговомар. нер 'нос, холм, мыс').

## История
Древнерусская часть Нерехты первоначально располагалась на правом берегу реки Нерехты (приток реки Солоница). Считается, что освоение левого берега началось в XVI веке, однако Костромская археологическая экспедиция выявила наличие древнерусского слоя и в левобережье. Зафиксированы хозяйственные ямы с вещами XII—XIV веков (включая фрагмент стеклянного браслета, дно гончарного сосуда с клеймом в виде креста вписанного в круг). Подтверждено наличие культурного слоя и более позднего времени.
Первое упоминание о Нерехте относится к 1214 году (в другом источнике указано, что упоминается с 1362 года), когда за неё боролись дети князя Всеволода Большое Гнездо. Нерехта упоминается также в 1362 году в житии Пахомия Нерехтского, основавшего в трёх верстах от города монастырь (упразднён в 1764 году и обращён в приходскую церковь).
В 1406 году великий князь Василий I Дмитриевич отдал волость Нерехту своей супруге Софье Витовтовне. В это время здесь уже имели соляные варницы.
В 1462 году великий князь Василий Тёмный отдал Нерехту с варницами своей жене Марии Ярославне.
Около 1609 года Нерехта была сожжена и опустошена; по описи 1627 года жилища здесь наполовину стояли пустыми, варницы были оставлены.
Солеварение окончательно прекратилось в XVIII веке. По описи в 1764 году в Нерехте были богатые купцы и зажиточные ремесленники; жители с успехом занимались огородничеством; действовали три ярмарки и еженедельные базары. До 1778 года Нерехта была пригородом Костромского уезда, а затем стала уездным городом.
На начало XX столетия, в уездном городе Костромской губернии, при реках Солонице и Нерехта проживало 3092 жителя обоего полу. В городе были бумагопрядильная и ткацкая фабрики (1112 рабочих). На 1910 год бюджет города составлял 21 600 рублей.
На 1914 год проживало 3700 жителей обоего полу.
На 1916 год в городе было 7 церквей, женская гимназия, городское и железнодорожное училища, несколько начальных школ, земская больница, льнопрядильная фабрика (производство около 850 000 рублей), проходили две ярмарки (скот, холст, полотно), общество вз. кредита, сберегательная касса.
В 1928 году в составе Костромской губернии был образован Нерехтский район. 14 января 1929 года город с районом включёны в состав Костромского округа Ивановской Промышленной области, а 31 марта 1936 года переданы в состав вновь образованной Ярославской области. С 13 августа 1944 года — в составе Костромской области. В январе 1945 Нерехта получила статус города областного подчинения.

## Население
| 1856    | 1897    | 1931    | 1939    | 1959    | 1967    | 1970    | 1979    | 1989    | 1992    | 1996    | 1998    |
| ------- | ------- | ------- | ------- | ------- | ------- | ------- | ------- | ------- | ------- | ------- | ------- |
| 2300    | ↗3100   | ↗8800   | ↗16 300 | ↗22 310 | ↗26 000 | ↘25 722 | ↗26 723 | ↗29 295 | ↗30 100 | ↘29 200 | ↘28 600 |
| 2000    | 2001    | 2002    | 2003    | 2005    | 2006    | 2007    | 2008    | 2009    | 2010    | 2011    | 2012    |
| ↘28 000 | ↘27 600 | ↘26 002 | ↘26 000 | ↘25 400 | ↘25 100 | ↘24 900 | ↘24 308 | ↗24 512 | ↘22 828 | ↘22 800 | ↘22 467 |
| 2013    | 2014    | 2015    | 2016    | 2017    | 2018    | 2019    | 2020    | 2021    |         |         |         |
| ↘22 138 | ↘21 847 | ↘21 719 | ↘21 612 | ↘21 403 | ↘21 262 | ↘21 060 | ↘20 929 | ↘19 977 |         |         |         |

На 1 января 2025 года по численности населения город находился на 684-м месте из 1124 городов Российской Федерации.
Национальный состав
По итогам переписи населения 2020 года проживали следующие национальности (национальности менее 0,1 % и другое, см. в сноске к строке «Другие»):
| Национальность | Численность, чел. | Доля     |
| -------------- | ----------------- | -------- |
| Русские        | 19 055            | 95,38 %  |
| Украинцы       | 58                | 0,29 %   |
| Татары         | 24                | 0,12 %   |
| Таджики        | 23                | 0,12 %   |
| Азербайджанцы  | 22                | 0,11 %   |
| Армяне         | 21                | 0,11 %   |
| Другие         | 774               | 3,87 %   |
| Итого          | 19 977            | 100,00 % |

## Известные уроженцы
Лазарев Станислав Николаевич (1926—2014) — советский и российский деятель промышленности. Первый директор Йошкар-Олинского механического завода (1970—1980). Председатель Совета ветеранов Республики Марий Эл (2000). Участник Великой Отечественной войны. Член КПСС с 1949 года.

## Транспорт
Нерехта связана с Москвой и другими городами России железнодорожным и автотранспортом. Время в пути от Москвы около 5 часов. В городе имеется железнодорожный и автовокзал.
Городские маршруты:
- № 1 Вокзал — Железнодорожный вокзал (кольцевой),
- № 2 Вокзал — Железнодорожный вокзал (кольцевой),
- № 3 Вокзал — Кладбище.

Пригородные маршруты:
- № 160 Нерехта (Вокзал) — Кострома (Площадь Широкова),
- № 161 Вокзал — Аминево,
- № 162 Вокзал — Клементьево,
- № 163 Вокзал — Волгореченск,
- № 164 Вокзал — Татарское / Татьянино,
- № 165 Вокзал — Попадейкино,
- № 166 Вокзал — Гилёво / Дьяково,
- № 167 Вокзал — Космынино (часть рейсов следует через Тетерина),
- № 168 Вокзал — Иголкино,
- № 169 Вокзал — Новленское,
- № 170 Вокзал — Тетеринское,
- № 171 Вокзал — Лужки,
- № 196 Вокзал — Фёдоровское,
- № 410 Троица — Лаврово (часть рейсов из Троицы следует через Ковалёво, из Лаврово — до вокзала),
- № 411 Лаврово — Новое кладбище.

## Архитектура и достопримечательности
| Илл. | Название                                            | Описание |
| ---- | --------------------------------------------------- | --- |
|      | Казанский собор                                     | Казанская соборная церковь была построена в 1709 году по указу Петра I. |
|      | Владимирская церковь                                | Церковь Сретения Владимирской Богоматери построена в 1685 году, строительство финансировалось из царской казны Фёдором III Алексеевичем. Расположена на улице Ленина, 28 б. |
|      | Богоявленская (Никольская) церковь                  | Построена в 1710—1725 годах, расположена на улице Володарского, 1а. |
|      | Церковь Воскресения                                 | Церковь Воскресения (великомученицы Варвары) построена в 1770—1787 годах, расположена на улице Володарского, 34.                                                            |
|      | Церковь Преображения                                | Построена в 1787—1791 годах, автор проекта — архитектор С. А. Воротилов. Расположена на пересечении улиц Розы Люксембург и Красноармейской.                                 |
|      | Церковь Благовещения                                | Церковь Благовещения Пресвятой Богородицы расположена на улице Розы Люксембург, время постройки точно не установлено.                                                       |
|      | Церковь Крестовоздвиженская                         | Церковь Воздвижения Креста Господня в Нерехте воздвигнута в 1788—1791 годах, расположена на улице Гагарина, 22А.                                                            |
|      | Духовное правление                                  | |
|      | Присутственные места                                | |
|      | Гостиные ряды                                       | |
|      | Здание частной аптеки                               | (ул. Володарского, д. 9). Постройка начала XX века. В настоящее время в здании расположен Нерехтский краеведческий музей.                                                   |
|      | Особняк купца Хворинова (Дом-«носок»)               | |
|      | Дом М. Я. Диева                                     | |
|      | Усадьба Дьяконовых                                  | |
|      | Хозяйственные палатки конца XVIII — начала XIX века | |
|      | Парусная фабрика                                    | |
|      | Памятный знак воздухоплавателю Крякутному           | |

## Культура
Нерехтский краеведческий музей.
Проводится единственный в мире ежегодный фестиваль рожечной музыки. Имеется свой рожечный хор.

## Спорт
- «Старт» — команда по хоккею с мячом, выступающая на стадионе «Старт».
- «Солёный забег» — ежегодный полумарафон.

## СМИ

### Телевидение
Костромской филиал ФГУП «РТРС» обеспечивает на территории города приём первого и второго мультиплексов цифрового эфирного телевидения России и аналоговое эфирное вещание телеканала «Русь» на 7 ТВК.

### Радио[41]
- 89,3 МГц Радио России / ГТРК Кострома

В 1990-х годах в Нерехте существовал радиоканал «Нерехтское народное радио».

### Пресса[43]
Среди печатных СМИ — «Городок Нерехта», «Нерехтская правда», «Будь в курсе! Нерехта».

## Галерея
| - Железнодорожный вокзал | - Богоявленская церковь (1710—1726) - Церковь Воскресения |